# Drusus simplex
Drusus simplex är en nattsländeart som beskrevs av Martynov 1927. Drusus simplex ingår i släktet Drusus och familjen husmasknattsländor. Inga underarter finns listade i Catalogue of Life.